# 응우옌푹미엔릭

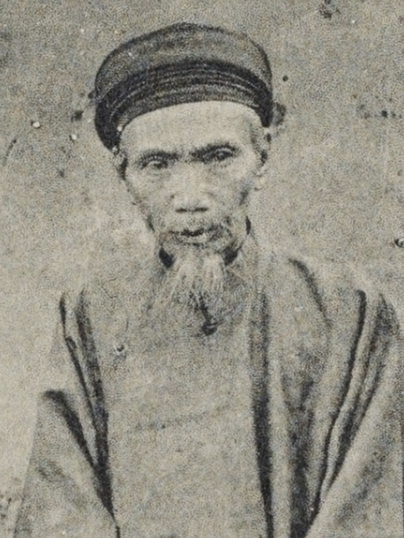
응우옌푹미엔릭

응우옌푹미엔릭(베트남어: Nguyễn Phúc Miên Lịch / 阮福綿𡫯 완복면력, 1841년 5월 13일 ~ 1919년 11월 5일)은 응우옌 왕조의 황족이다. 민망 황제의 78번째 아들로, 생모는 여빈(麗嬪) 응우옌티투이쭉(阮氏翠竹)이다.

## 생애
티에우찌 원년(1841년), 민망 황제의 유복자로 태어났다.
뜨득 11년(1858년) 음력 1월, 안성군공(베트남어: Yên Thành Quận Công / 安城郡公)으로 봉해졌다.
타인타이 5년(1893년) 음력 9월, 성국공(베트남어: Thành Quốc Công / 城國公)으로 진봉되었다. 이후 다시 안성공(베트남어: Yên Thành Công / 安城公)으로 진봉되었다.
주이떤 원년(1907년) 음력 8월, 존인부 존정(尊正)의 신분으로 보정친신(輔政親臣)을 맡았다.
주이떤 2년(1908년) 음력 1월, 안성군왕(베트남어: Yên Thành Quận Vương / 安城郡王)으로 진봉되었다.
주이떤 5년(1911년) 음력 1월, 안성왕(베트남어: Yên Thành Vương / 安城王)으로 진봉되었다.
카이딘 4년 음력 9월 13일(1919년 11월 5일), 사망하니 향년 79세였다. 트어티엔부 흐엉투이현 즈엉쑤언트엉사(楊春上社, 현재의 후에 푸헙방에 속함)에 장사지냈다.

## 자녀
아들 8명과 딸 6명을 두었다. 이름의 둘째 글자는 티에우찌 황제가 하사한 금(金) 자부(字部)를 따라 지었다.

### 아들
- 안성군공(安城郡公) 응우옌푹홍응옥(阮福洪鈺) - 딸 1명을 두었다. 주이떤 4년 음력 6월 9일(1910년 7월 13일)에 안성군공(베트남어: Yên Thành Quận Công / 安城郡公)으로 예봉(預封)되었다.

## 참고 문헌
- 《대남식록》정편(正編) 제4기(第四紀)
- 《대남식록》정편(正編) 제6기(第六紀) 부편(附編)
- 《완복족세보(阮福族世譜)》